# Ouverture des données juridiques en France
« Nul n'est censé ignorer la loi » dit l'adage, mais il aura fallu attendre l'avènement de l'internet pour que la loi soit facilement et gratuitement accessible du citoyen. Depuis, le mouvement "open data" gagne le monde du droit et amène les pouvoirs publics à favoriser la réutilisation des données juridiques. La standardisation progressive des formats de données ouvre de nouvelles opportunités de services de vulgarisation du droit, pour les citoyens, et de services à valeur ajoutée, pour les professionnels.

## L’ouverture en droit
L’État instaure par arrêté en 1999 le portail web Légifrance pour publier gratuitement des données juridiques publiques, essentiellement le journal officiel de la République française, sur internet.
Un décret instaure en 2002 le service public de la diffusion du droit par l'internet (SPDDI). Ce service met gratuitement à disposition du public la législation ainsi qu'une partie superficielle de la jurisprudence, celle produite par le Conseil constitutionnel, le Conseil d'État, la Cour de cassation et le tribunal des conflits essentiellement. Le décret précise aussi les contraintes d'extraction et de réutilisation en termes de droit d'auteur et de licences.
L'État ouvre ensuite d'autres portails, vie-publique.fr et service-public.fr,
orientés vers le grand public, et les bulletins officiels des annonces de marchés publics, des annonces civiles et commerciales et d'annonces légales obligatoires, orientés vers les professionnels.
En 2005, une ordonnance transposant des dispositions de la directive PSI consacre le principe de réutilisabilité des informations publiques, sans imposer pour autant leur gratuité. Le contenu de la base JuriCA des arrêts des cours d'appel est ainsi diffusé moyennant une licence payante depuis 2009.
Le Sénat ouvre en 2013 son portail « data.senat.fr » où il publie les travaux législatifs, les amendements, les questions posées par les sénateurs au gouvernement, et les comptes rendus des débats. L'assemblée nationale lui emboite le pas peu après avec « data.assemblee-nationale.fr ».
Les données juridiques et administratives ne sont alors gratuites que dans le cadre d'un accès en ligne, sur les différents portails de la Direction de l'information légale et administrative (DILA), dont Légifrance. La DILA vend par ailleurs, auprès de professionnels du renseignement juridique ou commercial, des licences de mise à disposition par voie électronique des données qu'elle gère. L'Institut national de la propriété industrielle (INPI) fait de même avec sa base de jurisprudence. Le gouvernement décide de rendre gratuites ces licences, en 2014 pour les données juridiques de la DILA et les données de l'INPI, en 2015 pour les données économiques (BODACC, BOAMP et BALO).
La loi portant nouvelle organisation territoriale de la République (Loi NOTRe), adoptée en 2015, oblige les communes de plus de 3500 habitants à publier leurs données publiques, y compris donc leurs arrêtés municipaux, dès lors qu'ils existent déjà sous forme électronique.
La loi République numérique, adoptée en 2016, pose le principe de la mise à disposition des données publiques en un format ouvert et leur réutilisabilité par des machines. Cette disposition s'applique notamment à l’ensemble de la jurisprudence, issue des ordres administratif et judiciaire.
L’ouverture de la jurisprudence est soumise à une obligation spécifique d’anonymisation des justiciables. Il ne s’agit pas seulement de masquer leur patronyme, mais aussi tout autre élément susceptible de favoriser leur ré-identification, notamment l’adresse, des coordonnées téléphoniques ou bancaires, ou une profession. Le processus d’anonymisation des décisions reste le plus souvent manuel et le manque de ressources humaines dans les juridictions a retardé jusqu’à présent[Quand ?] le processus d’ouverture sur le Web de la jurisprudence.

## L'ouverture technique
Légifrance met en place un service de mise à jour de la législation et de ses fonds jurisprudentiels, sous la forme de fichiers XML, comparable à ce qui existe depuis plus longtemps pour les données sur la vie légale des entreprises, issues des registres du commerce et des sociétés (RCS) ou du BALO.
Le Conseil européen recommande en 2012 l'adoption d’une norme de législation, l'European Legislation Identifier (ELI), initialement proposée par le Forum européen des Journaux officiels, et d’une autre pour la jurisprudence, l'European Case Law Identifier (ECLI). Ces normes sont appliquées par principe pour le droit communautaire, mais les États-membres restent libres de les transposer ou non dans leur législation nationale.
La France fait partie des 6 États-Membres ayant déjà adopté l’ELI, et assure l’administration de la documentation technique de la norme.
La norme ELI consiste à affecter chaque texte législatif d’un identifiant unique à l’échelle européenne, au format d’une Uniform Resource Identifier, pour une accessibilité sur le Web sémantique, et associé d’attributs, ou métadonnées, qui décrivent les caractéristiques du texte. Chaque article d’un texte législatif est également doté de son propre ELI, mais n’a pas de métadonnées associées.
En France, l’apposition d'un identifiant ELI et de son lien de transposition éventuel vers une directive européenne est du ressort du Secrétariat général aux affaires européennes (SGAE). Les textes sont ensuite enregistrés dans les bases de la DILA.
Les versions initiales des textes généraux de la législation française, stockées dans la base JORF, sont d’ores et déjà dotées d’un ELI, et ce, rétrospectivement jusqu’à 2002. La normalisation ELI de la législation consolidée (stockée dans la base LEGI), notamment des Codes, est en cours[Depuis quand ?].
La législation européenne est quant à elle produite nativement dans un triplestore Resource Description Framework (RDF), appelé le Common Electronic Repository and Library (CELLAR), sous la responsabilité de l’Office des publications de l'Union européenne, équivalent communautaire de la DILA.
La France adopté aussi l’ECLI. Cependant, la normalisation en France de la jurisprudence n’en est encore qu’au début[Quand ?]. Seuls le Conseil Constitutionnel, la Cour de Cassation et le Conseil d'État commencent à doter leurs arrêts d’identifiants et de métadonnées ECLI. Leur corpus de jurisprudence est accessible à la fois sur leur portail propre et sur le site de Légifrance.
Les travaux de normalisation de l’ELI et de l’ECLI sont conduits en parallèle par des groupes de travail différents. Les relations « 1 loi peut être à l’origine de N décisions de justice » ou « 1 décision de gestion peut invoquer N lois » n’ont pas été modélisées.
Techniquement, la mise à la norme ELI s’effectue par l’encapsulation d’étiquettes RDFa dans les pages HTML des textes déjà en ligne sur Légifrance. Quant à l’ECLI, il décrit un vocabulaire, mais pas de format technique, et en particulier ne stipule pas que l’identifiant doit prendre la forme d’une URI.
Par ailleurs, plusieurs initiatives proposent un balisage spécifique aux documents juridiques à l’aide d’un schéma XML, parmi lesquelles Akoma Ntoso est une proposition déjà mise en œuvre dans de nombreux pays extra-européens ainsi que par le parlement européen, qui l’utilise pour structurer ses propositions d’amendements.